# 楽興の時 (シューベルト)
『楽興の時』（がっきょうのとき、Moments Musicaux ）D 780は、シューベルトが作曲した6曲構成のピアノ曲集。1823年から1828年にかけて作曲され、28年に作品94として出版された。日本では多くのCMで採用され、広く知られている。特に第3番ヘ短調が名高い。

## 題名
自筆原稿は残っておらず、シューベルト自身による題名は不明である。6曲のうち第3番と第6番は、1823年にSauer & Leidesdorfから出版された『Album Musical』に含まれ、第3番は「Air russe」（ロシアのアリア）、第6番は「Plaintes d’un Troubador」（トルバドゥールの嘆き）というフランス語の題名がつけられていた。1827年から1828年にかけて全6曲が『Momens Musicals』という間違ったフランス語の題をつけてLeidesdorfから出版された。現在はフランス語文法にしたがうように修正した『Moments musicaux』が一般に用いられる。

## 第1番 ハ長調
モデラート、4分の3拍子、三部形式。
変化に富む曲調であり、装飾音が多い。両手3連符によるト長調の穏やかな中間部が、主部との素晴らしい好対照を成す。

## 第2番 変イ長調
アンダンティーノ、8分の6拍子、ロンド形式。
シチリアーノのリズムを基本としている。変イ長調の穏やかな主部に、嬰ヘ短調のエピソードが2度挿入されるが、2度目は突発的な激情の爆発に始まり、非常に印象深い。シューベルトは穏やかな曲にこうした激情的な部分を挿入する事が多い。

## 第3番 ヘ短調
アレグロ・モデラート、4分の2拍子、三部形式。
6曲中最も知られている。シューベルトの存命中から愛好され「エール・リュス」（ロシア風歌曲）として有名であった。三部形式で左手の単調な伴奏を背景に右手が和音で歌う。NHKラジオ放送「音楽の泉」の主題曲としてもおなじみ（現在はマリア・ジョアン・ピレシュの演奏による）。映画「カルメン故郷に帰る」でも用いられた。レオポルド・ゴドフスキーがこの曲をより複雑にした編曲を残している。また、常磐線いわき駅の発車メロディに採用されている。

## 第4番 嬰ハ短調
モデラート、4分の2拍子、三部形式。
右手の無窮動風の旋律を左手の単調な伴奏が支える構図である。中間部は変ニ長調の伸びやかな部分。エンハーモニックな転調が多い。

## 第5番 ヘ短調
アレグロ・ヴィヴァーチェ、4分の2拍子、三部形式。
行進曲風の主題。途中は激しく転調しながら進行する。

## 第6番 変イ長調
アレグレット、4分の3拍子、三部形式。
落ち着いた間奏曲。エンハーモニックな転調が多い。中間部は変ニ長調のユニゾン。速度指定はアレグレットであり、通常は5～6分の演奏時間であるが、内田光子やリヒテルはたいへん遅いテンポで10分以上かけて演奏している。